# 牛挑灣吳杯初濟生病院
濟生病院位於嘉義縣朴子市松華里牛挑灣，為朴子第一座洋樓式醫院，2014年1月獲嘉義縣政府登錄為嘉義縣歷史建築。2015年8月8日受蘇迪勒颱風襲擊而倒塌，目前正在研擬重建計劃。
吳杯初（1903－1965年）於1926年（昭和元年）從台灣總督府台北醫學專門學校畢業後即回鄉服務，內外科兼治，經常外出診療。1928年（昭和三年）興建濟生病院，為一條龍三開間二層洋樓建築，亦是當地少見之地標建築，其結構、施造與牆上的彩瓷面磚，不僅展現當時的工藝技術，亦顯示吳家的地位。
吳杯初過世後，濟生病院便閒置。由於屋頂生長一棵大榕樹，十分茂密，雖經過多次修剪，仍難避免根部破壞建物結構。2015年8月8日，蘇迪勒颱風襲台，強風吹倒榕樹，濟生病院一併倒塌。2016年12月21日，嘉義縣政府文化觀光局舉辦「嘉義縣歷史建築吳杯初濟生病院保存再利用座談會」，邀請學者專家及地方人士討論，獲得初步共識，局部重建後將作為地方文化展示空間。
2022年11月完成修復，修復前只剩下3面牆與木結構，正面的立面已成碎片，因此將碎片做成平面的視覺展示。